# Skoczki (ssaki)
Skoczki (Dipodinae) – podrodzina ssaków z rodziny skoczkowatych (Dipodidae).

## Rozmieszczenie geograficzne
Podrodzina obejmuje gatunki występujące na stepach i półpustyniach Afryki i Eurazji.

## Systematyka
Do podrodziny skoczków zalicza się następujące plemiona:
- Paradipodini Pavlinov & Shenbrot, 1983
- Dipodini G. Fisher, 1817